# Pirene (figlia di Bebricio)
Nella mitologia greca, Pirene (Pyrene, da πῦρ, pyr, "fuoco") era figlia di Bebricio, re di Spagna.

## Mito
Amata da Eracle, partorì un serpente così mostruoso che, terrorizzata, fuggì sulle montagne piangendo la sua sorte. Venne infine sbranata dalle bestie selvatiche, ed Eracle, addolorato, la seppellì su quella catena montuosa che da lei prese il nome: i Pirenei.